# Alfredo Amarilla
Alfredo Amarilla (Encarnación, 7 de outubro de 1972) é um ex-futebolista paraguaio que atuava como meia.

## Carreira
Alfredo Amarilla integrou a Seleção Paraguaia de Futebol na Copa América de 2001.